# Arenavirus
El Arenavirus es un género de virus de la familia Arenaviridae. 
La especie tipo es el  virus de la coriomeningitis linfocítica (LCMV); es también de las spp. responsables de la fiebre de Lassa. 
Arena,  viene del latín con la familia de términos del árido.

## Clasificación
El Arenavirus puede ser dividido en dos serogrupos, con diferencias genéticas y de distribución geográfica:
- Complejo virus LCMV-Lassa  (Viejo Mundo):
  - Virus Ippy
  - Virus Lassa
  - Virus coriomeningitis linfocítico
  - Virus Mobala
  - Virus Mopeia

- Complejo virus Tacaribe (Nuevo Mundo):
  - Virus Amapari
  - Virus Chapare
  - Virus Flexal
  - Virus Guanarito
  - Virus Junín
  - Virus Latino
  - Virus Machupo
  - Virus Oliveros
  - Virus Paraná
  - Virus Ratita John
  - Virus Pirital
  - Virus Sabiá
  - Virus Tacaribe
  - Virus Tamiami
  - Virus Arroyo Agua Blanca

Algunos Arenavirus son patógenos zoonóticos, y generalmente asociados a vectores roedores transmisores de enfermedades virales a humanos.  Cada virus usualmente está asociado con una especie particular de huésped crónico roedor, en donde se perpetúa.

## Características

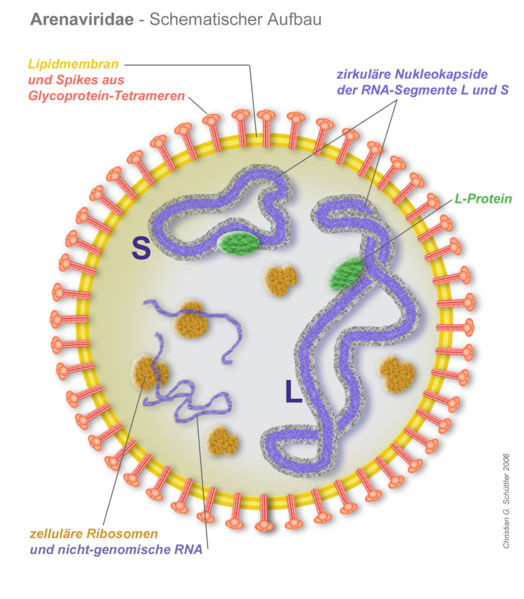
Esquema del Arenavirus, véase los segmentos S y L de ARN y ribosomas.

Las partículas víricas son esféricas y tienen un  diámetro promedio entre 110 a 130 nanómetros.  Todos están recubiertos de una membrana lipídica. Vistos en un corte, muestran partículas granulosas que son los ribosomas adquiridos de las células que los hospedan.  Por esa característica microscópica llevan el nombre derivado del latín "arena".  Su genoma (material genético) está compuesto de ARN solamente, y segmentado, consistiendo de un segmento largo (L) y el otro corto (S). Estos segmentos de ARN son de cadena simple, y existen en forma circular dentro del virión. 
Su estrategia de multiplicación no está completamente estudiada, se sabe que las nuevas partículas virales, los viriones, son creadas por gemación en la superficie de las células hospedantes. 
Las proteínas son componentes altamente específicos: una ARN polimerasa (proteína L), glicoproteínas (proteínas G1 y G2), proteínas unidoras de zinc (proteína Z y proteína NP).

## Enfermedades
Son síndromes de variable seriedad, parecidos a la Influenza (fiebre, mialgia, escalofríos y anorexia), algunas veces con meningitis y fiebre hemorrágica severa. El virus es transmitido por saliva, secreciones nasales y orina de los reservorios, en la mayoría de los casos, roedores. El tratamiento es por lo general de soporte bajo vigilancia médica. El período de incubación se sitúa entre los 3 días y una semana.
| Virus                             | Enfermedad                     | Vector                             | Distribución        |
| --------------------------------- | ------------------------------ | ---------------------------------- | ------------------- |
| Virus coriomeningitis linfocítica | Coriomeningitis linfocítica    | Mus musculus                       | Mundial             |
| Virus Lassa                       | Fiebre Lassa                   | Rata (Mastomys natalensis)         | África occidental   |
| Virus Junín                       | Fiebre hemorrágica argentina   | Ratón maicero (Calomys musculinus) | Argentina           |
| Virus Machupo                     | Fiebre hemorrágica boliviana   | Calomys callosus                   | Bolivia             |
| Virus Guanarito                   | Fiebre hemorrágica venezolana  | Zygodontomys brevicauda            | Venezuela           |
| Virus Sabiá                       | Fiebre hemorrágica brasileña   | Desconocido                        | Brasil              |
| Virus Tacaribe                    |                                | Murciélago (Artibeus)              | Trinidad            |
| Virus Flexal                      | Enfermedad similar a influenza | Ratón del arroz (Oryzomys)         | Brasil              |
| Virus Arroyo Whitewater           | Fiebre hemorrágica viral       | Neotoma                            | Sudoeste de EE. UU. |

## Diagnóstico
El aislamiento viral puede verse en muestras de sangre, garganta, orina, LCR o material de autopsia. La detección de anticuerpos en muestras de paciente (clase IgM, por ej) puede dar resultados sugestivos, pero de insuficiente confiabilidad. El método de PCR está en proceso de desarrollo. Otras metodologías en uso son la inmunofluorescencia indirecta de células infectadas e irradiadas, y la ELISA con antígenos genéticamente clonados, este último siendo un poco más práctico. El transporte y manejo de muestras potencialmente contagiosas debe guiarse bajo los niveles de bioseguridad tipo 4 por tener tan alto riesgo para la vida, siguiendo las correspondientes medidas nacionales e internacionales.